# Jamal George
Jamal Jelani Deon George (* 28. November 2002) ist ein schweizerischer Basketballspieler.

## Laufbahn
George, dessen aus Kanada stammender Vater Deon in den 2000er Jahren für den BBC Monthey spielte, wurde zunächst im Nachwuchs desselben Vereins ausgebildet. Dort war sein Vater zeitweise sein Trainer. Von 2013 bis 2016 spielte er beim BBC Collombey-Muraz, dann wieder bei Monthey-Chablais. Im Spieljahr 2020/21 gab er für Monthey-Chablais seinen Einstand in der höchsten Spielklasse der Schweiz.
2022 wechselte er zu Pully Lausanne Foxes. Mit der Mannschaft stieg er 2023 als Zweitligameister in die erste Liga auf, George war Leistungsträger der Meistermannschaft.